# Paul Young (football)
Pour les articles homonymes, voir Paul Young (homonymie) et Young.
Paul Young est un footballeur puis entraîneur jamaïcain, 11 avril 1968 à Sainte-Catherine. Il évolue au poste d'attaquant durant les années 1990 notamment au Hazard United avec qui il remporte le championnat jamaïcain et dans les clubs américains de Battery de Charleston et des Rhinos de Rochester. Il compte 16 sélections pour 8 buts marqués avec l'équipe de Jamaïque.
Devenu entraîneur, il dirige principalement le Portmore United.

## Biographie
Paul Young commence le football en 1985 au sein de l'équipe jamaïcaine de Wolmer's. Il obtient une bourse et rejoint alors les États-Unis où il dispute trois saisons avec l'équipe universitaire des Orange de Syracuse de 1990 à 1992. Au cours de ses trois saisons, il inscrit 32 buts et est nommé dans la deuxième équipe All American en 1992,.
En 1993, il commence sa carrière professionnelle avec Hazard United et remporte le championnat jamaïcain en fin de saison. En 1994, il s'engage avec le Battery de Charleston en USISL. Il inscrit 23 buts en 22 matchs et est nommé dans la All League team de l'USISL,. L'année suivante, il marque 25 buts en 24 matchs et est de nouveau nommé dans la All League team.
En février 1996, il est sélectionné par le Crew de Columbus lors du 13e tour de repêchage en 121e position pour disputer la saison inaugurale de la MLS. Il ne dispute seulement que quatre matchs pour la franchise et joue la plupart du temps avec les Rhinos de Rochester en A-League et les Shamrocks de Caroline du Sud (en) en USISL où il est nommé dans la All League team. Libéré par le Crew de Columbus en fin de saison, il se consacre alors exclusivement à l'équipe nationale qui se qualifie pour la phase finale de la Coupe du monde 1998 mais n'est pas retenu pour la compétition.
En 1998, il commence la saison avec le Battery de Charleston et inscrit trois buts en sept matchs. Il rejoint, le 19 juin 1998, le Mutiny de Tampa Bay où il joue 14 rencontres sans inscrire de buts. Le 2 novembre, le Mutiny le libère de son contrat. En 1999, il rejoint les Rhinos de Rochester puis joue, la même année, pour les Wildcats de Hershey et le Mania de Maryland en USL A-League. Il met un terme à sa carrière en fin de saison.
Paul Young devient, en 2005, entraîneur du club jamaïcain de Portmore United. Après deux ans aux commandes du club, il est remplacé, le 27 février 2007, par Linval Dixon. En 2007, Young devient entraîneur de GSA, une équipe des moins de 13 ans à Lilburn en Géorgie.
En janvier 2008, il rejoint l'équipe technique de la sélection jamaïcaine dirigée par René Simões comme entraîneur-adjoint, poste qu'il occupe jusqu'à la fin de l'année. En janvier 1999, il devient entraîneur du Waterhouse FC jusqu'au mois de mai 2009. Après avoir diriger pendant six mois des jeunes joueurs allant des moins de 11 ans au moins de 15 ans à Atlanta, Paul Young retourne à la Jamaïque en tant qu'entraîneur d'August Town FC de la fin décembre 2009 à février 2010. Il retourne alors à Atlanta pour s'occuper de jeunes joueurs

## Palmarès
Paul Young remporte le championnat jamaïcain avec Hazard United. En équipe nationale, il compte 16 sélections pour 8 buts inscrits.